# Matilde Martínez Domínguez
Matilde Martínez Domínguez, nacida en Nocedo ( Quiroga ) en 1952, falleció en Barcelona el 19 de junio de 1987, fue una futbolista gallega, precursora del fútbol femenino en Cataluña.

## Trayectoria
Establecida en Barcelona, inició su carrera deportiva en 1971 como centrocampista en el Gramanet. Más tarde, jugó en la Unió Esportiva Sant Andreu y posteriormente, fundó la FF Cataluña, que ganó la primera liga catalana en la temporada, siendo ella su capitán. Murió en junio de 1987 en el atentado de Hipercor en Barcelona.

## Logros
- 1 Liga Catalana de Fútbol Femenino: 1980-81